# Konrad Kubicki
Konrad Kubicki (ur. 2 kwietnia 1980 w Warszawie) – muzyk, grający na kontrabasie, gitarze basowej i fretlessie.
Absolwent Akademii im. Fryderyka Chopina w Warszawie. Otrzymał Nagrodę Grammy w 2012 r. wspólnie z Filharmonią Narodową w Warszawie za nagranie dzieł Krzysztofa Pendereckiego (solo na gitarze basowej). Koncertuje w kraju i za granicą: Belgia, Czechy, Francja, Hiszpania, Meksyk, Niemcy, Włochy, Szwecja, Ukraina, Litwa. Współpracuje z orkiestrami: Filharmonia Narodowa, Sinfonia Varsovia, Filharmonia Dowcipu Waldemara Malickiego oraz: Michałem Bajorem, Danutą Błażejczyk, Zbigniewem Namysłowskim, Jackiem Kochanem, Tamarą Raven, Miką Urbaniak, Januszem Radkiem, Piotrem Komorowskim, Włodzimierzem Korczem, Krzysztofem Herdzinem, Tomaszem Filipczakiem, Hadrianem Filipem Tabęckim, Evergreen Orchestra. Przez wiele lat związany był z Zespołem Pieśni i Tańca Uniwersytetu Warszawskiego „Warszawianka”.
Współpracuje z teatrami warszawskimi: Teatr Polski, Teatr Rampa, Laboratorium Dramatu, Studio „Buffo”, Teatr Żydowski, Teatr na Woli, Teatr Kamienica oraz aktorami: Marcinem Przybylskim, Anną Sroką, Marta Górnicką, Marcinem Kołaczkowskim, Dorotą Osińską, Katarzyną Dąbrowską.
W 2005 z zespołem Lubowicz/Kubicki/Rasz Quartet uznany za „Najlepszy Zespół Jazzowy” na Festiwalu „Nadzieje Warszawy” przez miesięcznik Jazz Forum oraz Klub Jazzowy Tygmont.
W 2009 z Filharmonią Narodową w Warszawie nagrał jako solista (gitara basowa) dla wydawnictwa Naxos wszystkie dzieła Krzysztofa Pendereckiego, które otrzymało w 2012 r.  na 55th Annual Grammy Awards i Nominację do nagrody Fryderyk,Kamyk zielony Dorota Osińska, „Wyszukana prostota” Wojciech Gęsicki, Piosenki Marka Grechuty i Jonasza Kofty Michał Bajor, Inwencje kolędowe Andrzej Daniewicz, Vernix Marcin Przybylski, Smooth Jazz Christmas, Christmas Dreams Katarzyna Orczyk, siódmy anioł Dominika Świątek, W Dzień Bożego Narodzenia ZTL Pruszkowiacy, Piosenki Warszawskiej Syrenki ZPiT UW Warszawianka, Refugees of the Groove T. Pekacz. Jako muzyk sesyjny nagrywał m.in. dla: Kory, Pedro Gonzales – Fogga Tango, TVP1 (Opole 2010 – cztery koncerty, „Jaka to melodia”, seria programów „Laskowik&Malicki”), TVP2 (m.in. seria programów Jerzego Waldorfa „Muzyka łagodzi obyczaje”), Polsat („Kolędowanie z Polsatem” 2010), Polskiego Radia, Radia Classic.
Nagrania muzyki do filmów: Korowód Jerzego Stuhra, Tulipany (muz. Daniel Bloom), Papierośnica (muz. Zygmunt Konieczny), Nie będziesz wiedział... Ewy Stankiewicz.

Źródło
Udział w filmie jako aktor muzyk – kontrabasista:
Nie będziesz wiedział... Ewa Stankiewicz
Sprawiedliwi serial TVP